# Machine Head (группа)
Machine Head — американская грув-метал-группа, образованная гитаристом и вокалистом Роббом Флинном, который до этого играл в группах Vio-lence и Forbidden, а также басистом Адамом Дьюсом 12 октября 1991 года в Окленде, Калифорния. В нынешний состав группы входят вокалист и гитарист Робб Флинн, ударник Мэтт Элстон и басист Джаред Макекерн.
За свою карьеру группа выпустила десять студийных альбомов, два концертных альбома, два мини-альбома, тринадцать синглов, пятнадцать видеоклипов и один DVD. Группа один раз номинировалась на премию Грэмми с песней «Aesthetics of Hate» в 2007 году. Machine Head выступали на таких крупных фестивалях как Rock Am Ring, Wacken, Download Festival.

## История

### Burn My EyesиThe More Things Change(1992—1998)
Группа была сформирована 12 октября 1991 года, в Окленде, Робом Флинном и Адамом Дьюсом. Флинн незадолго до этого покинул Vio-lence после драки, произошедшей между членами группы и местной бандой. Позднее в группу были приняты гитарист Логан Мейдер и барабанщик Тони Костанза.
Название было придумано Роббом случайно и, вопреки расхожему мнению, не связано с альбомом Machine Head группы Deep Purple. Machine Head начали джемовать вместе с четырьмя местными панк-рок группами на одной из оклендских репетиционных баз. Через некоторое время группа записала свою первую демозапись, благодаря которой группу заметили на Roadrunner Records, где 9 августа 1994 года и вышел дебютный альбом коллектива Burn My Eyes, спродюсированный Колином Ричардсоном и записанный на Fantasy Studios в Беркли, Калифорния. Перед записью альбома из группы ушёл Тони Костанза; его место занял Крис Контос.
После выпуска Burn My Eyes группа провела 17 месяцев в турне, из них 5 месяцев выступая на разогреве у Slayer. 9 сентября 1995 года Контос отыграл последний концерт вместе с Machine Head в Сан-Франциско. На место ударника до окончания тура был принят сначала Уолтер Райан, с которым группа отыграла на фестивале Monsters Of Rock, затем его поочерёдно заменили Уил Кэрролл и Брэнт Пэйн. С 26 декабря 1995 года место ударника занял Дэйв Макклейн.
После тура в поддержку альбома Burn My Eyes музыканты вернулись в студию для записи второго альбома The More Things Change. Альбом вышел 25 марта 1997, дебютировав в Billboard 200 под 138 номером. В том же году Machine Head, вместе с Napalm Death, Coal Chamber и Skinlab, отправляются в гастроли по Европе и Америке, во время которых группа выступила на Ozzfest Во время турне музыканты сильно пристрастились к алкоголю и наркотикам, в результате чего Логану Мейдеру пришлось уйти из группы, а его место занял Ару Ластер. .

### The Burning RedиSupercharger,Through The Ashes Of EmpiresиThe Blackening(1999—2010)

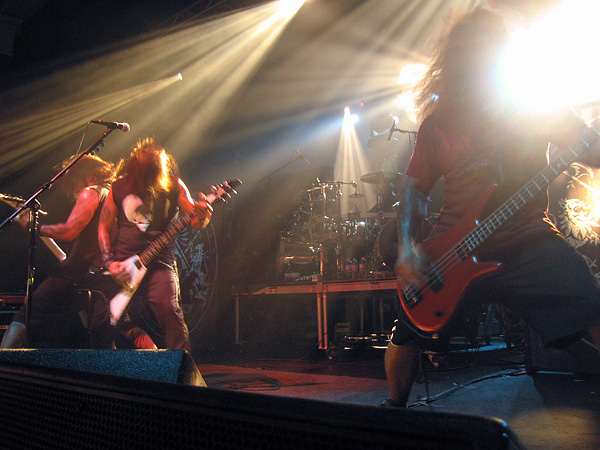
Machine Head на концерте в 2007 году

В 1999 году, под руководством продюсера Росса Робинсона, Machine Head записали третий альбом The Burning Red, записанный в стиле популярного в то время ню-метала. The Burning Red стал самым успешным альбомом группы, дебютировав под 88 номером в Billboard 200. В поддержку релиза музыканты отправились в турне по Америке, Европе и Японии.
Четвёртый альбом группы, Supercharger, вышел 1 октября 2001 года, дебютировав на 115 позиции в Billboard 200. Альбом, по своему звучанию, намеренно был сделан «сырым» и записывался на аналоговом оборудовании. В том же году из-за музыкальных разногласий группу покинул Ару Ластер. Место гитариста занял Фил Деммел, который до этого играл вместе с Флинном в группе Vio-lence.
В марте 2003 года выпускает свой первый концертный альбом Hellalive. Сведение и обработка материала была доверена продюсеру Колину Ричардсону.
Весной 2004 года группа выпускает свой пятый альбом, Through the Ashes of Empires. На песни «Imperium» и «Days Turn Blue To Gray» были сняты клипы. Альбом был тепло встречен как со стороны критиков, так и фанатов.
В 2005 году Machine Head выступили хедлайнерами на фестивале Wacken Open Air перед 40 000 аудиторией. Осенью 2005 года вышел первый DVD группы Elegies, дебютировавший на 13 позиции в U.S. Music Video Charts.
В 2007 году вышел шестой студийный альбом The Blackening, который также добился успеха: за первую неделю было продано 15 000 копий альбома, что позволило ему занять 53 место в Billboard 200. Также The Blackening был признан лучшим альбомом на «Kerrang! Awards 2007» и на «Metal Hammer Awards 2007». На песни «Aesthetics Of Hate», «Halo» и «Now I Lay Thee Down» были сняты клипы.
В начале 2007 года Machine Head провели тур по Северной Америке вместе с Lamb of God, Trivium и Gojira. Группа также выступала в Европе, Австралии и Японии.

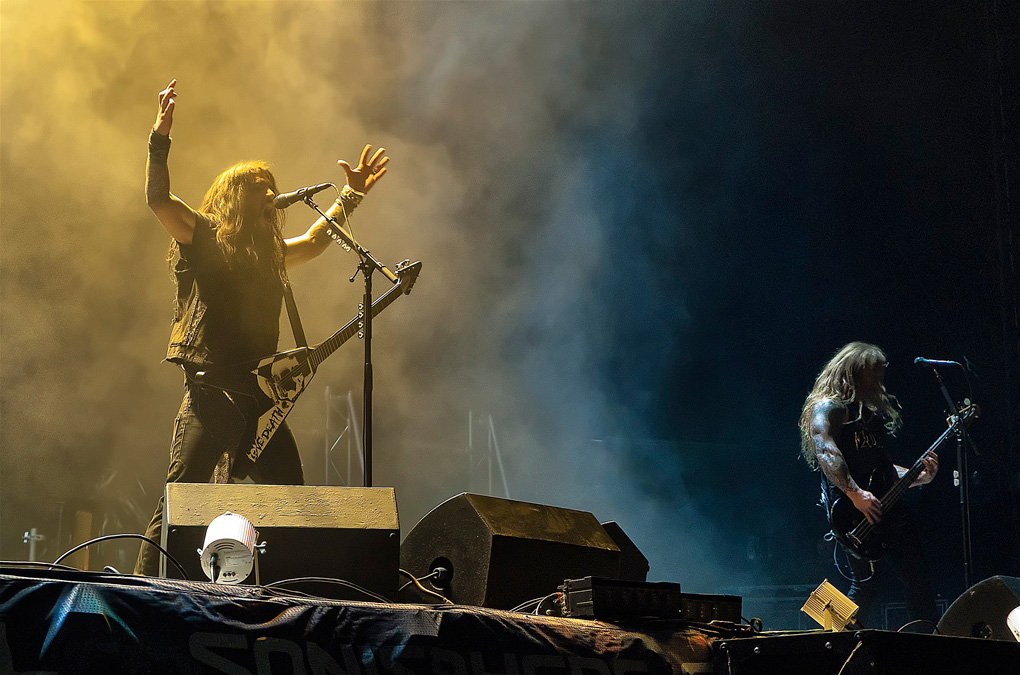
Выступление Machine Head на Sonisphere 2012

### Unto The Locust(2011—2012)
В апреле 2011 года группа направилась в студию для записи седьмого студийного альбома Unto the Locust в Green Day’s Jingletown Studios, в Окленде, а 14 июня вышел первый сингл, Locust. 27 сентября 2011 года состоялся релиз альбома, который разошёлся тиражом более 100 000 экземпляров. Unto the Locust занял 25 место в чарте США и 5 место в чарте Германии. На песню «Locust» был снят клип.
В поддержку пластинки группа отправилась в The Eighth Plague Tour с Bring Me the Horizon, DevilDriver, Suicide Silence, Darkest Hour и Rise To Remain. Тур продлился чуть более месяца и закончился выступлением в Сан-Франциско 18 февраля. Летом группа выступала на таких крупных фестивалях как Mayhem Festival. В 2012 году был снят ещё один клип, «Darkness Within», съёмки которого происходили в Праге.
В июне группа была введена в Зал Славы Kerrang!, а Робб Флинн и Фил Деммел получили премию Riff Lords от британского издания Metal Hammer. 14 сентября группа получила премию в категории «Лучшая зарубежная группа» от немецкого. В том же году группа выступила вместо Lamb of God на Knotfest 17 и 18 августа, а также в роли хэдлайнеров на Bloodstock Open Air 11 августа, на Soundwave 25 февраля и 5 марта, и на Wacken Open Air 2 августа. 13 ноября того же года вышел второй концертный альбом группы Machine Fucking Head Live, который был сведён и смикширован в Trident Studios, Калифорния, Хуаном Уртегой и Роббом Флинном. За первую неделю было продано 3000 копий альбома.

### Уход Адама Дьюса иBloodstone & Diamonds(2013—2016)
22 февраля 2013 года группу покинул один из основателей, басист Адам Дьюс.
В поисках бас-гитариста для выступления на фестивале Mayhem U.S., группа обратилась к поклонникам с просьбой присылать свои записи через сервис YouTube. В итоге постоянным басистом группы стал Джаред Макекерн, который ранее заменял Адама Дьюса в Machine Head во время тура The Black Tyranny в 2007 году.

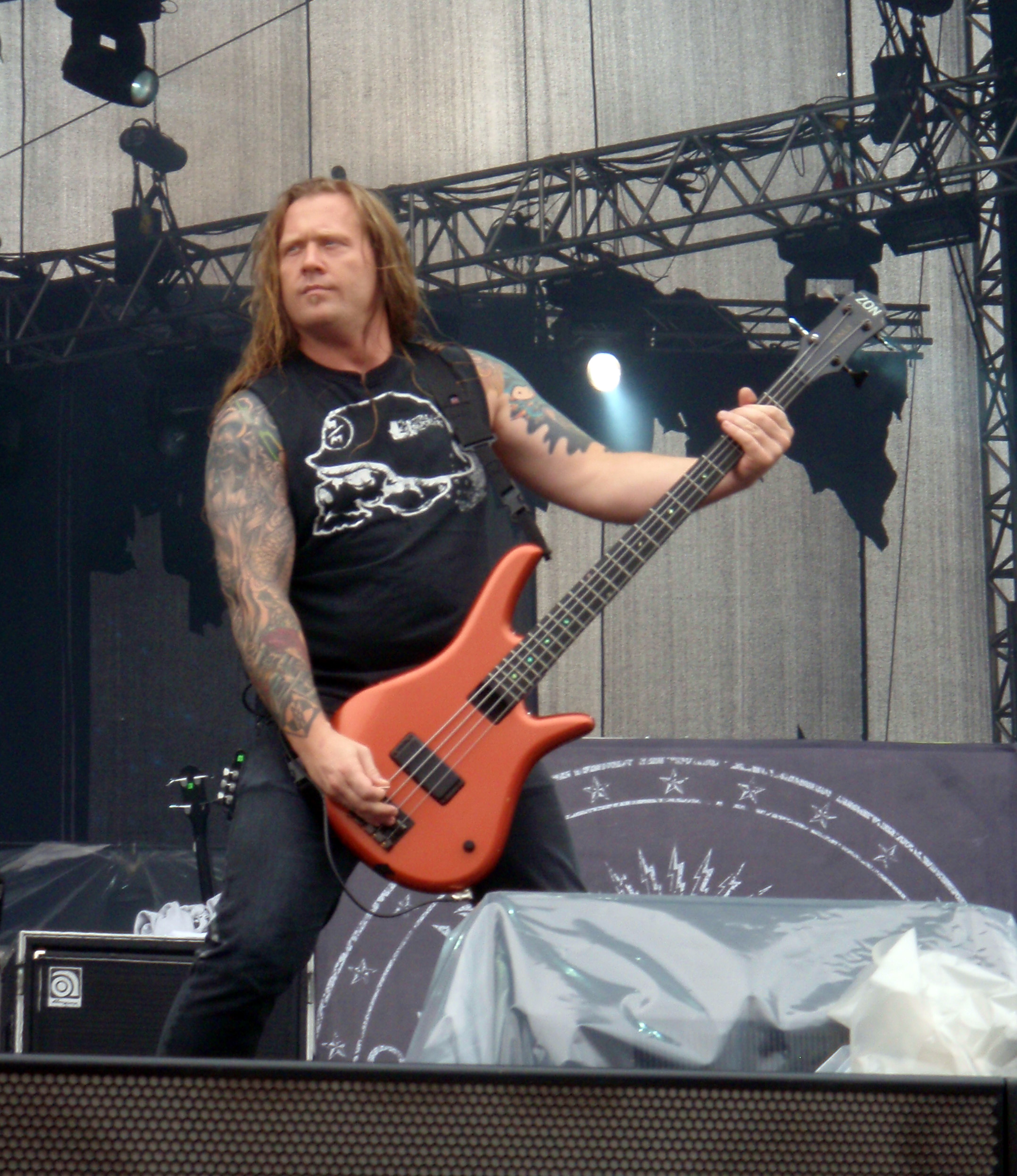
Адам Дьюс

2 мая того же года Робб Флинн на официальном сайте группы сообщил о начале записи нового альбома. Позже было сообщено о том что релиз выйдет на лейбле Nuclear Blast в 2014 году.
В начале 2014 года Адам Дьюс подал судебный иск против своей бывшей группы и её менеджера в федеральный суд с обвинением в нарушении авторских прав. 2 июля было сообщено что иск урегулирован вне суда.
В августе 2014 года Робб Флинн сообщил трек-лист альбома и его название, Bloodstone & Diamonds. Альбом вышел в ноябре 2014 года и получил положительные отзывы как со стороны поклонников группы, так и от критиков, отметивших, в свою очередь, что приход в группу Макекерна значительно повлиял на «омоложение звучания». После релиза группа отправилась в мировое турне, в рамках которого посетила Америку, Европу, Японию и Австралию.

### Catharsis, уход Дэйва Макклейна и Фила Деммела (2017—2018)
В июне 2017 года музыканты сообщили, что приступили к записи нового альбома. В сентябре 2017 года группа сообщила название нового альбома, Catharsis, а также анонсировала концертный тур, запланированный на январь 2018 года.
28 января 2018 года состоялся релиз Catharsis, в поддержку которого группа отправилась в мировое турне.
В октябре того же года, перед финальной частью североамериканского турне, Робб Флинн сообщил, что после гастролей гитарист Фил Деммел и барабанщик Дейв Макклейн покинут группу. При этом он отметил, что полное расформирование Machine Head не планируется и в новом году коллектив продолжит свою музыкальную деятельность уже в новом составе. Позднее Деммел объяснил, что решил уйти из-за музыкальных разногласий с Флинном.

### Тур, посвященный 25-летию Burn My Eyes и новый состав (2019—2020)
В апреле 2019 года, в честь 25-й годовщины, со дня выхода дебютного альбома группы Робб Флинн вместе Джаредом Макекерном, Крисом Контосом и Логаном Мейдером перезаписали песню «Davidian», а также анонсировали приуроченный к этой дате тур по Европе. При этом Флинн сообщил, что на время гастролей к группе присоединятся Контос и Мейдер. Также он уточнил, что по окончании турне коллектив начнет прослушивания для набора новых участников группы.
28 сентября 2019 года музыканты сообщили, что к группе присоединяются гитарист Вацлав Келтыка из Decapitated и ударник Мэтт Элстон из Devilment. Спустя месяц Machine Head выпустили сингл «Do or Die». В феврале 2020 года последовал релиз сингла «Circle the Drain». Летом Machine Head выпустили двойной сингл «Stop the Bleeding/Bulletproof». В записи композиции «Stop the Bleeding» принял участие Джесси Лич из Killswitch Engage. 23 октября был выпущен сингл «My Hands Are Empty» и видеоклип к нему.

### Of Kingdom and Crown(2021—2023)
11 июня 2021 года группа выпустила сингл «Arrows in Words from the Sky», в треклист которого помимо заглавной песни вошли композиции «Become the Firestor» и «Rotten». 12 апреля 2022 группа выпустила сингл «Choke on the Ashes of Your Hate», а также анонсировала новый альбом Of Kingdom and Crown, релиз которого состоялся 26 августа на лейбле Nuclear Blast.
C ноября 2022 к группе в качестве гастрольного участника присоединился Рис Скрагс из группы Havok, который заменил занятого в Decapitated Келтыку.
В начале 2024 Флинн и Маккекерн стали запускать еженедельные стримы под названием Electric Happy Hour. В марте группа анонсировала Electric Happy Hour (Live), в рамках которого коллектив должен был отыграть 18 концертов в США. Однако месяц спустя тур был отменен в связи со сложностями, возникшими с получением виз для участников группы и технического персонала из Европы

### Unatoned(2024 — настоящее время)
19 января 2024 года группа начала тур Slaughter the Martour, который включал в себя 29 концертов в США и Канаде. На первом этапе гастролей вместе с Machine Head также выступали Fear Factory, Orbit Culture и Gates to Hell. В середине марта тур продолжился в Австралии и Новой Зеландии совместно с Fear Factory. Затем посетили ряд европейских и американских летних фестивалей, включая Rock am Ring, Rock im Park, Hellfest, Download Festival, Nova Rock Festival, Greenfield Festival, Graspop Metal Meeting, Resurrection Fest, Mystic Festival (Гданьск), Evil Live Festival (Лиссабон), Sonic Temple Art & Music Festival и Rockville Festival (Дайтона).
17 февраля 2024 года Вогг сообщил, что покидает Machine Head, объяснив это тем что Decapitated является его основной группой. В ноябре 2024 года группа анонсировала североамериканский тур, который должен был продлиться до 2025 года, при поддержке In Flames, Lacuna Coil и Unearth; также в том же месяце группа выпустила сингл с готовящегося альбома, «These Scars Won’t Define Us», в записи которого поучаствовали вокалисты этих коллективов. В феврале 2025 года коллектив сообщил название будущей пластинки, Unatoned, а также сообщил, что его релиз состоится 25 апреля, и выпустил второй сингл, «Unbound» who was being treated as a full member of the band by December..

## Стиль и влияние
Machine Head за более чем 20 лет карьеры выработали свой стиль, сочетающий в себе грув-метал, трэш-метал и хэви-метал. По словам музыкантов, на них повлияли такие группы как Metallica, Exodus, Slayer, Testament, Pantera, Exhorder, Nirvana, Soundgarden, Alice in Chains, Judas Priest, Iron Maiden, Rush и Black Sabbath.
В ранних альбомах группа играла на стыке трэш-метала с грув-металом (Burn My Eyes) и альтернативным металом (The More Things Change...), напоминая Pantera и Exhorder. Отличительной чертой музыки стали брутальные и техничные ударные Криса Контоса и Дэйва Макклейна. С ростом популярности ню-метала в 2000-х Machine Head, по просьбе лейбла, резко изменили звучание и тематику песен. В последующих альбомах, The Burning Red и Supercharger, появились элементы рэпа и сильно упростилась структура песен, за что группа была подвергнута критике.
В альбоме Through the Ashes of Empires группа вернулась к грув-металу. Последующий альбом The Blackening является самым техничным и сложным по исполнению во всей дискографии Machine Head. Также значительно увеличилась длина песен (в среднем по 6-7 минут). Вышедший в 2011 году Unto the Locust по звучанию получился похожим на предыдущий альбом. Восьмой альбом, Bloodstone & Diamonds, сохранил прежний музыкальный стиль группы, развив при этом эксперименты Unto The Locust со струнными инструментами и клавишными. Девятый альбом Catharsis, помимо традиционного для группы грув-метала, содержит элементы ню-метала, а десятый альбом, Of Kingdom and Crown, демонстрирует возвращение группы к их традиционному сочетанию грув-метала и трэша.
Одной из главных особенностей группы является запоминающийся вокал Робба Флинна, сочетающий в себе чистый голос и харш.
Machine Head является одной из наиболее значительных групп NWoAHM и повлияла на такие группы как Slipknot, Hatebreed, Lamb of God, Shadows Fall, Bullet for My Valentine, DevilDriver, Gojira, Trivium, Avenged Sevenfold, Hatriot, Killswitch Engage, Chimaira, The Black Dahlia Murder, Throwdown, Suicide Silence, Corroded.

## Состав
| Текущий состав - Робб Флинн — вокал, гитара (ранее в Vio-lence, Forbidden) (1991—настоящее время) - Джаред Макекерн — бас-гитара, бэк-вокал (ранее в Sanctity, Serenity Dies) (2007, 2013—настоящее время) - Мэтт Элстон — ударные (с 2019—настоящее время) - Рис Скрагс — гитара (2022—настоящее время) Сессионные музыканты - Карлос Круз — ударные (2019-2020) Концертные музыканты - Нэвин Копервайс — ударные (ранее в Animosity , Animals as Leaders) (2020—2022) | Бывшие участники - Адам Дьюс — бас-гитара, вокал (1992—2013) - Тони Костанза — ударные (1992—1994) - Логан Мейдер — гитара (позднее в Soulfly) (1992—1998) - Крис Контос — ударные (позднее в Testament) (1994—1995) - Уолтер Райан — ударные (1995) - Ару Ластер — гитара (позднее в Ill Niño) (1998—2002) - Дэйв Макклейн — ударные (ранее в Sacred Reich) (1995—2018) - Фил Деммел — гитара (ранее в Vio-lence) (2002—2018) - Вацлав Келтыка — гитара (Decapitated) (2019—2024) Бывшие сессионные музыканты - Уил Кэрролл — ударные (1995) - Брэнт Пэйн — ударные (1995) |

## Дискография
- Burn My Eyes (1994)
- The More Things Change... (1997)
- The Burning Red (1999)
- Supercharger (2001)
- Through the Ashes of Empires (2003)
- The Blackening (2007)
- Unto the Locust (2011)
- Bloodstone & Diamonds (2014)
- Catharsis (2018)
- Of Kingdom and Crown (2022)
- Unatoned  (2025)